# Helina nemorum
Helina nemorum är en tvåvingeart som först beskrevs av Stein 1915.  Helina nemorum ingår i släktet Helina och familjen husflugor. Inga underarter finns listade i Catalogue of Life.